# Breguet Bre 5
Le Breguet Bre 5 est un avion militaire de la Première Guerre mondiale.